# Fuente de los Cántaros
La Fuente de los Cántaros es una fuente al aire libre y escultura de una mujer indígena localizada sobre el Parque México de la Ciudad de México, México, creada por José María Hernández Urbina en 1927 y restaurada en 2008.

## Historia y descripción
La fuente fue creada en 1927 por José María Hernández Urbina, teniendo como modelo a Luz Jiménez, mujer indígena nahua. La estatua de 3m de altura y construida en hormigón, representa a una mujer desnuda con una jarra de agua debajo de cada brazo, de la que manaba agua. Localmente se la conoce como La Muñeca o la Mujer de los Cántaros. La fuente da a la Calle de Michoacán, que divide el parque, en la entrada del Foro Lindbergh. Urbina, junto con el arquitecto Roberto Montenegro, fue uno de los creadores del Foro, con rasgos Art Déco, en la década de 1920, en la época en que se desarrollaba la Colonia Condesa. La estatua ha llegado a simbolizar al pueblo mexicano (Mexicayotl o Mexicanidad) antes de la conquista. En 2008 se inició una restauración con un costo de 21 millones de pesos durante 17 meses, pero que fue considerada controvertida por los residentes locales. La fuente se considera un hito importante y atrae a muchos visitantes.

## En la cultura popular
La estatua ha quedado simbolizada en grafitis con esténcil en las paredes de la Ciudad de México, y ha sido replicada en fibra de vidrio para una película y es un tema frecuente para los artistas.
 